# ضفدع كوباي
ضفدع كوباي (الاسم العلمي: Rana kobai) (بالإنجليزية: Amami-Aka-gaeru)‏ هو نوع من البرمائيات يتبع جنس الضفدع الحقيقي من فصيلة الضفادع الحقيقية.